# Molbergen
Molbergen est une ville allemande située en Basse-Saxe, dans l'arrondissement de Cloppenburg.

## Géographie
La commune de Molbergen est située à 8 km à l'ouest de Cloppenburg.

## Quartiers

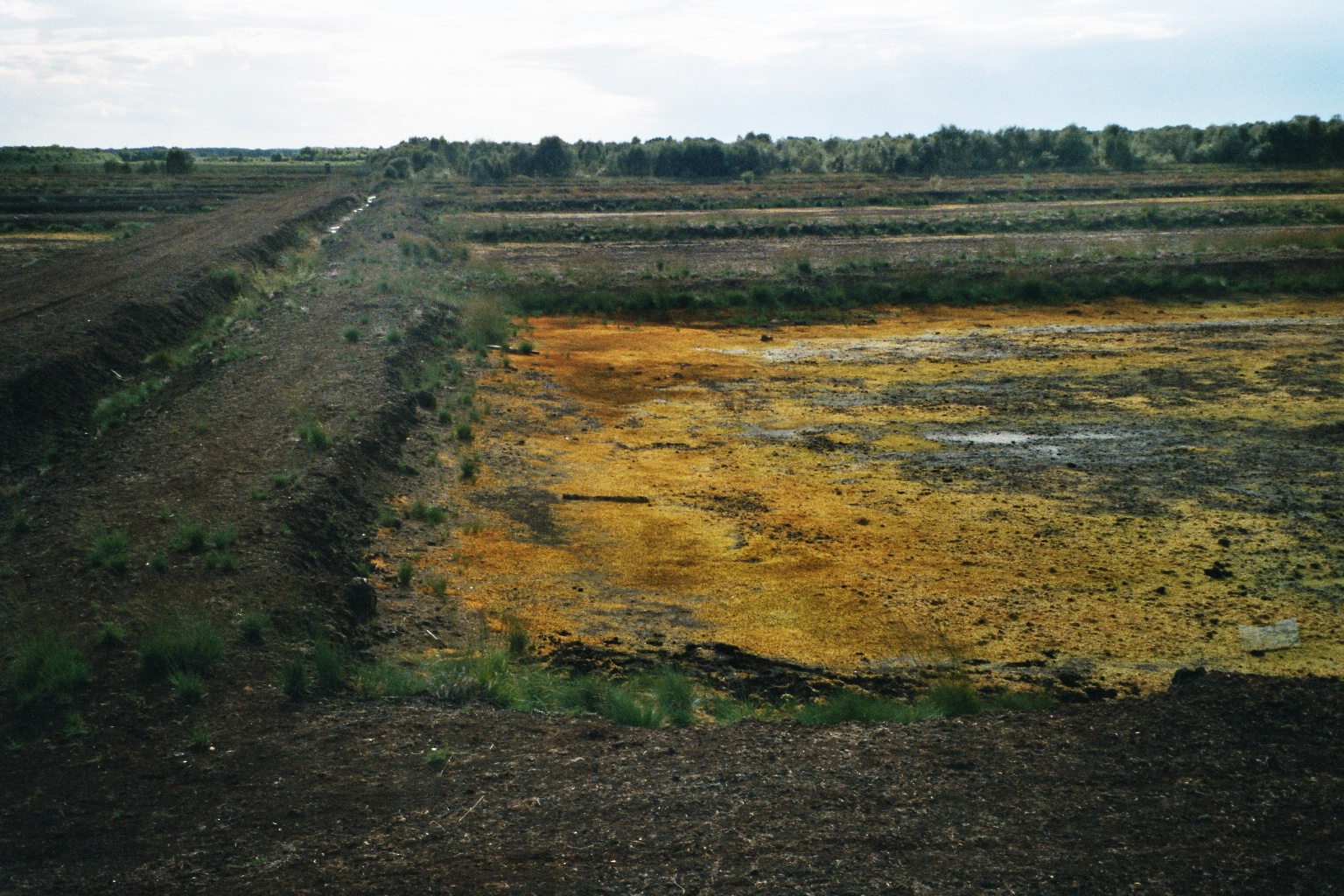
Tourbière près de Molbergen.

- Dwergte
- Ermke
- Grönheim
- Peheim
- Resthausen
- Stalförden